# Юрій Радзивілл Геркулес
Юрій Радзивілл на прізвисько Геркулес (пол. Jerzy Radziwiłł Herkules; 1480 — квітень 1541) — державний, військовий і політичний діяч Великого князівства Литовського. Представник княжого шляхетського роду Радзивіллів гербу Труби. Перший польний гетьман литовський (1521—1531), великий гетьман литовський в 1531—1541 роках, воєвода київський в 1511—1514, каштелян віленський в 1527—1541. Син Миколи Радзивілла «Старого».

## Біографія
Син Миколи Радзивілла «Старого».
З 1500-х років займав різні посади намісників, в тому числі віленського, мейшгаловського, мерацького, уценського, мозирського (в 1511—1514), гродненського (з 1514), лідського і білицького (з 1528). Підчаший литовський в 1509—1517, воєвода київський в 1511—1514, польний гетьман литовський в 1520—1523 роках, каштелян троцький в 1522—1527 і віленський з 1527 року, одночасно маршалок польний з 1528 року. У 1530-х роках, разом з канцлером ВКЛ Альбрехтом Гаштольдом і жемойтським старостою Я. Радзивіллом входив в магнатський тріумвірат, фактично управляв ВКЛ за відсутності великого князя. З 1531 року великий гетьман литовський.
Був одним з найбагатших магнатів ВКЛ'. Володів садибами Свір, Міхалішкі, Жупрани, Барун, Герань в Ошмянському повіті, Індура, Котра, Табола в Гродненському повіті, Жирмуни, Докудово, Селець і Збляни в Лідському повіті, Вселюб і Липськ в Новогрудському повіті, Вязинь, Налібоки, Камінь Хорецький в Мінському повіті.
Прославився своїми перемогами в 30 битвах. Брав участь у війні з Московською державою в 1508 році. У 1511 році зі Слуцьким князем Юрієм Олельковичем розбив кримських татар в урочищі Рутка в 20 милях від Києва. У 1512 році брав участь у переможній битві під Лопушним. У Оршанській битві командував литовської кіннотою на лівому фланзі. У 1517 році брав участь у розгромній для Литви облозі Опочки, а в 1519 — в боях з московським військом біля Крево. У 1519—1521 роках воював з Тевтонським орденом. У 1527 році разом з Костянтином Острозьким розбив татар на річці Ольшаниця за містом Канів. У 1534—1537 роках командував литовським військом в Стародубській війні. У 1535 році його військо разом з військом Яна Тарновського взяло Гомель і Стародуб. При взятті Стародуба було знищено 13 тисяч мирних жителів.
В останні роки життя важко хворів, помер невдовзі після Пасхи (17 квітня 1541 р.).

## Родина
Засновник біржансько-дубинської гілки роду Радзивіллів. Головна резиденція — в Дубинках.
Був двічі одружений. Дружини:
- Варвара (Барбара) Кишка (†1513) — дочка великого гетьмана литовського Станіслава Кишки, дітей не мали.
- Барбара Ко́ла (Ко́ва) (†1550), шлюб бл. 1515 р., — дочка воєводи подільського Павела Коли (Кови), від якої мав 2-х дочок. Залишив 3-х дітей:
  - Миколу на прізвисько «Рудий» (1512—1584) — великого канцлера литовського і великого гетьмана литовського;
  - Ганну Єлизавету (1518—1558) — дружину маршалка Волинської землі Петра Кішки і великого стольника литовського князя Семена Гольшанського;
  - Варвару (1520—1551) — польську королеву, дружину Станіслава Гаштовта, короля Сиґізмунда II Августа.